# Open Container Initiative
Open Container Initiative (OCI) je projekt nadace Linux Foundation, který v červnu 2015 zahájily společnosti Docker a CoreOS spolu s týmem, který spravuje a udržuje appc (zkratka pro „App Container“) s cílem navrhnout otevřené standardy pro virtualizaci na úrovni operačního systému (používání kontejnerů). Zpočátku se OCI zaměřila na linuxové kontejnery, ale následně rozšířila svoji působnost i na další operační systémy.

## Specifikace
V roce 2023 byly ve vývoji a používání tři OCI specifikace: Runtime Specification (runtime-spec), Image Specification (image-spec) a Distribution Specification (distribution-spec).
Organizace OCI zajišťuje vývoj runc, což je referenční implementace runtime-spec, kontejnerového běhového prostředí, které implementuje jejich specifikaci a slouží jako základ pro další nástroje vyšší úrovně. Specifikace runc byla poprvé vydána ve verzi 0.0.1 v červenci 2015 a 22. června 2021 dosáhla verze 1.0.0.
Od projektu Runtime Project byl 23. března 2016 oddělen do vlastní specifikace projekt OCI Image Format. Image-spec je specifikace formátu obrazu kontejnerů pro dodávky softwaru (OCI Image Format), která dosáhla verze 1.0.0 19. července 2017.
Projekt OCI Distribution Spec definuje distribution-spec, protokol API pro usnadnění a standardizaci distribuce obsahu. Distribuční specifikace byla vytvořena 8. března 2018 z „Proposal for a JSON Registry API V2.1“. Verze 1.0.0 dosáhla 26. dubna 2021.